# Nombre de Narayana
Pour les articles homonymes, voir Narayana (homonymie).
En combinatoire, les nombres de Narayana {\displaystyle N(n,k)}, pour {\displaystyle n=1,2,3,\ldots } et {\displaystyle 1\leqslant k\leqslant n} forment un tableau triangulaire d'entiers naturels, appelé triangle de Narayana ou triangle de Catalan. Ces nombres interviennent dans divers problèmes de dénombrements. Ils portent le nom de Tadepalli Venkata Narayana (1930-1987), mathématicien indo-canadien.
Ils ne doivent pas être confondus avec les termes de la suite de Narayana, portant le nom d'un autre Naranaya.

## Définition
Les nombres de Narayana s'expriment en fonction des coefficients binomiaux par la relation :
{\displaystyle N(n,k)={\frac {1}{k}}{n \choose k-1}{n-1 \choose k-1}.}
On trouve aussi la définition équivalente :
{\displaystyle N(n,k)={\frac {1}{n}}{n \choose k-1}{n \choose k}.}
Les premiers nombres du triangle de Narayana sont les suivants : 
| n\k | 1 | 2  | 3   | 4   | 5   | 6   | 7  | 8 |
| --- | - | -- | --- | --- | --- | --- | -- | - |
| 1   | 1 |    |     |     |     |     |    |   |
| 2   | 1 | 1  |     |     |     |     |    |   |
| 3   | 1 | 3  | 1   |     |     |     |    |   |
| 4   | 1 | 6  | 6   | 1   |     |     |    |   |
| 5   | 1 | 10 | 20  | 10  | 1   |     |    |   |
| 6   | 1 | 15 | 50  | 50  | 15  | 1   |    |   |
| 7   | 1 | 21 | 105 | 175 | 105 | 21  | 1  |   |
| 8   | 1 | 28 | 196 | 490 | 490 | 196 | 28 | 1 |

Ils forment la suite A001263 de l'OEIS. La somme des nombres d'une ligne du triangle est un nombre de Catalan :
{\displaystyle N(n,1)+N(n,2)+N(n,3)+\cdots +N(n,n)=C_{n}.}

## Interprétations combinatoires

### Parenthésages
Le nombre {\displaystyle N(n,k)} compte le nombre de parenthésages corrects en {\displaystyle n} paires de parenthèses et qui contiennent {\displaystyle k} occurrences de la paire '()'. Par exemple, {\displaystyle N(4,2)} compte les mots avec 4 paires de parenthèses (donc de longueur 8) et qui contiennent exactement deux fois la paire '()'. On a {\displaystyle N(4,2)=6}, les six parenthésages sont : 
 ()((())) (())(()) (()(())) ((()())) ((())()) ((()))()
On voit facilement que {\displaystyle N(n,1)=1}, puisque la condition implique que toutes les parenthèses ouvrantes précèdent toutes les parenthèses fermantes. De même, {\displaystyle N(n,n)=1}, le seul parenthésage possible est ()() ... (). Plus généralement, on peut prouver que le triangle de Narayana est symétrique, c'est-à-dire que {\displaystyle N(n,k)=N(n,n-k+1)}
Si l'on représente un parenthésage par un chemin de Dyck, le nombre {\displaystyle N(n,k)} compte les chemins de Dyck de longueur {\displaystyle 2n} qui ont exactement {\displaystyle k} pics, c'est-à-dire de pas montants suivis immédiatement d'un pas descendant. Les figures suivantes représentent les chemins comptés par les nombres {\displaystyle N(4,k)} :

Les 14 partitions non croisées de 4 éléments. Il y en a 1, 6, 6, 1 en respectivement 1, 2, 3, ou 4 parts.

| {\displaystyle N(4,k)}                         | Chemins |
| ---------------------------------------------- | ------- |
| {\displaystyle N(4,1)=1} chemin avec 1 pic :   |         |
| {\displaystyle N(4,2)=6} chemins avec 2 pics : |         |
| {\displaystyle N(4,3)=6} chemins avec 3 pics : |         |
| {\displaystyle N(4,4)=1} chemin avec 4 pics :  |         |

### Partitions non croisées

Dans la partie supérieure, les 42 partitions non croisées de 5 éléments ; dans la partie inférieure, les 10 autres partitions.

On considère un ensemble {\displaystyle S} à {\displaystyle n} éléments qui est ordonné de manière cyclique comme les sommets d'un polygone. Une partition de {\displaystyle S} est non croisée (dans la terminologie de Kreweras 1972) si deux parties de la partition ne peuvent pas se croiser au sens suivant : si {\displaystyle a} et {\displaystyle b} appartiennent à un bloc et {\displaystyle x} et {\displaystyle y} à un autre bloc, ils ne sont pas rangés dans l'ordre {\displaystyle a\ x\ b\ y}. En d'autres termes, si l'on trace des arcs reliant {\displaystyle a} et {\displaystyle b} d'une part, {\displaystyle x} et {\displaystyle y} d'autre part, ils ne doivent pas se croiser : ils se croisent si l'ordre est {\displaystyle a\ x\ b\ y}, mais ne se croisent pas si l'ordre est {\displaystyle a\ x\ y\ b} ou {\displaystyle a\ b\ x\ y}. Les partitions non croisées forment un treillis pour l'ordre usuel de raffinement.
Le nombre de partitions non croisées d'un ensemble à {\displaystyle n} éléments est le nombre de Catalan {\displaystyle C_{n}}. Le nombre de ces partitions non croisées comportant exactement {\displaystyle k} blocs est le nombre de Narayana {\displaystyle N(n,k)}.

### Polyominos

Un polyomino parallélogramme de périmètre 12, à 3 colonnes. Il figure parmi les polyominos énumérés par.

Les polyominos parallélogrammes de périmètre {\displaystyle 2n} sont des tableaux de cellules unités connexes, et dont le contour est fait de deux chemins composés de pas horizontaux et verticaux qui ne se touchent qu'à leurs extrémités (donc deux contours de longueur {\displaystyle n} respectivement). Les polyominos parallélogrammes de périmètre {\displaystyle 2n+2} sont en bijection avec les chemins de Dyck de longueur {\displaystyle 2n}, et les polyominos parallélogrammes de périmètre {\displaystyle 2n+2} qui ont {\displaystyle k} colonnes sont comptés par les nombres de Narayana {\displaystyle N(n,k)}.

### Série génératrice
La série génératrice des nombres de Narayana est :
{\displaystyle {\frac {1}{2x}}{\Big (}1-x(1+y)-{\sqrt {(1-x(1+y))^{2}-4yx^{2}}}{\Big )}=\sum _{n>0,k>0}N(n,k)x^{n}y^{k}}.

### Polynômes de Narayana
Les polynômes de Narayana sont les fonctions génératrices des lignes du triangle de Narayana, définis par la formule 
{\displaystyle N_{n}(x)=\sum _{k=1}^{n}N(n,k)x^{k}}.
Ces polynômes satisfont à la relation de récurrence suivante :
{\displaystyle (n+1)N_{n}(x)=(2n-1)(1+x)N_{n-1}(x)-(n-2)(x-1)^{2}N_{n-2}(x)}
avec {\displaystyle N_{1}(x)=x} et {\displaystyle N_{2}(x)=x+x^{2}}. Cette relation s'explique par le fait que les polynômes de Narayana sont liés aux polynômes de Gegenbauer, une famille de polynômes orthogonaux.
Bien sûr, vu les interprétations combinatoires précédentes, la valeur du polynôme de Narayana Nn en 1 est {\displaystyle N_{n}(1)=C_{n}}, le n-ième nombre de Catalan.

## Pages liées
- Tableau triangulaire
- Nombre de Catalan
- Triangle de Catalan
- Nombre de Delannoy
- Nombre de Motzkin
- Nombre de Schröder
- Polyomino
- Triangle de Pascal
- Polynôme de Gegenbauer